# 파수 (기업)
파수(Fasoo)는 대한민국의 소프트웨어 회사이다. 디지털 권한 관리 (문서 보안), 문서관리, 개인정보 비식별화 소프트웨어 등의 제품을 개발 및 서비스한다.

## 수상 내역
'제2회 저작권 기술 시상식'에서 ICOTEC 조직위원회상 수상